# Émiéville
Émiéville és un municipi francès situat al departament de Calvados i a la regió de Normandia. L'any 2007 tenia 436 habitants.

## Demografia

### Població
El 2007 la població de fet d'Émiéville era de 436 persones. Hi havia 148 famílies de les quals 21 eren unipersonals (4 homes vivint sols i 17 dones vivint soles), 38 parelles sense fills, 72 parelles amb fills i 17 famílies monoparentals amb fills.
La població ha evolucionat segons el següent gràfic:
Habitants censats

### Habitatges
El 2007 hi havia 156 habitatges, 153 eren l'habitatge principal de la família, 2 eren segones residències i 1 estava desocupat. 147 eren cases i 8 eren apartaments. Dels 153 habitatges principals, 126 estaven ocupats pels seus propietaris, 25 estaven llogats i ocupats pels llogaters i 1 estava cedit a títol gratuït; 9 tenien dues cambres, 20 en tenien tres, 28 en tenien quatre i 95 en tenien cinc o més. 126 habitatges disposaven pel capbaix d'una plaça de pàrquing. A 46 habitatges hi havia un automòbil i a 98 n'hi havia dos o més.

### Piràmide de població
La piràmide de població per edats i sexe el 2009 era:
| Homes | Edats   | Dones |
| ----- | ------- | ----- |
| 0     | 95 o +  | 0     |
| 0     | 90 a 94 | 0     |
| 0     | 85 a 89 | 0     |
| 0     | 80 a 84 | 0     |
| 4     | 75 a 79 | 0     |
| 4     | 70 a 74 | 0     |
| 4     | 65 a 69 | 12    |
| 20    | 60 a 64 | 8     |
| 8     | 55 a 59 | 8     |
| 8     | 50 a 54 | 16    |
| 12    | 45 a 49 | 0     |
| 28    | 40 a 44 | 32    |
| 16    | 35 a 39 | 16    |
| 8     | 30 a 34 | 4     |
| 4     | 25 a 29 | 8     |
| 8     | 20 a 24 | 12    |
| 28    | 15 a 19 | 4     |
| 28    | 10 a 14 | 8     |
| 16    | 5 a 9   | 8     |
| 0     | 0 a 4   | 12    |

## Economia
El 2007 la població en edat de treballar era de 301 persones, 235 eren actives i 66 eren inactives. De les 235 persones actives 221 estaven ocupades (118 homes i 103 dones) i 14 estaven aturades (3 homes i 11 dones). De les 66 persones inactives 19 estaven jubilades, 31 estaven estudiant i 16 estaven classificades com a «altres inactius».

### Ingressos
El 2009 a Émiéville hi havia 190 unitats fiscals que integraven 554,5 persones, la mediana anual d'ingressos fiscals per persona era de 20.822 €.

### Activitats econòmiques
Dels 10 establiments que hi havia el 2007, 1 era d'una empresa de fabricació de material elèctric, 2 d'empreses de fabricació d'altres productes industrials, 1 d'una empresa de construcció, 2 d'empreses de comerç i reparació d'automòbils, 1 d'una empresa de serveis, 2 d'entitats de l'administració pública i 1 d'una empresa classificada com a «altres activitats de serveis».
Dels 2 establiments de servei als particulars que hi havia el 2009, 1 era un paleta i 1 lampisteria.
L'any 2000 a Émiéville hi havia 3 explotacions agrícoles que ocupaven un total de 414 hectàrees.

## Equipaments sanitaris i escolars
El 2009 hi havia una escola elemental.

## Poblacions més properes
El següent diagrama mostra les poblacions més properes.